# Grml
Grml (pronunciado /ˈɡrɛməl/) es una distribución Linux basada en debian. Inicialmente fue diseñado para correr como Live CD, pero posteriormente se añadió la posibilidad de correr directamente desde una unidad flash USB. Grml está diseñado especialmente para administradores de sistema y otros usuarios de herramientas de texto. Incluye una interfaz gráfica utilizando Xorg en conjunto con manejadores de ventana livianos tales como wmii, fluxbox y openbox, destinado principalmente al uso de algunas aplicaciones gráficas como por ejemplo Mozilla Firefox, que también viene incluida dentro de la distribución.

## Características
Además de las herramientas de administración de sistemas, el software relacionado con la seguridad y la red, las herramientas forenses y de recuperación de datos, los editores, los shells y muchas herramientas de texto incluidas con grml, la distribución se centra en la accesibilidad al proporcionar soporte de kernel para speakup y software como brltty, emacspeak y flite. Otra característica de Grml es su uso del shell Z (zsh) como shell de inicio de sesión predeterminado. La configuración zsh personalizada utilizada por Grml se puede recuperar del repositorio del proyecto.
Desde principios de 2009, los Grml ISO vienen con MirOS bsd4grml, un sabor mínimo de MirOS BSD. Después del lanzamiento de Grml Lackdose-Allergie 2009.05, ISO diarios y versiones posteriores, como Grml Hello-Wien 2009.10, use la tecnología de arranque múltiple para proporcionar ISO que se pueden escribir directamente en una memoria USB, CF/SD tarjeta, disco duro, etc. y se pueden iniciar inmediatamente. Desde Grml 2010.12, el cargador ISOLINUX se usa en todos los casos de forma predeterminada, proporcionando un menú consistente.Si bien Grml está diseñado principalmente como una imagen de CD en vivo,también se puede ejecutar como un sistema operativo de escritorio a través de su función de inicio persistente.